# Sindrome di Beckwith-Wiedemann
La sindrome di Beckwith-Wiedemann (BWS) è una malattia genetica rara (circa 1:13 500) alla cui base risiedono diversi tipi di alterazioni genetiche. Causa più frequente della sindrome è l'alterazione dell'imprinting di alcuni geni che risiedono sul braccio corto del cromosoma 11 (11p15.5), sebbene siano possibili altre cause come la disomia uniparentale o delezioni/inversioni del cromosoma 11 di origine paterna.
Il quadro clinico della BWS è caratterizzato da diversi segni quali macroglossia, macrosomia fetale, ernia ombelicale, indentature del padiglione auricolare, ipoglicemia neonatale, emipertrofia ed aumentato rischio di sviluppare neoplasie: circa il 7% degli affetti sviluppa tumori, con una particolare frequenza del tumore di Wilms.
La diagnosi è principalmente clinica ma nell'80% circa dei casi è da quella molecolare. Si può anche riuscire a riconoscere la malattia in utero, tramite l'analisi dei villi-coriali: se si riscontrano nella madre valori aumentati di AlfaFetoProteina (AFP) e/o BetaHCG e all'ECO prenatale, si riscontrano morfologicamente alcune delle caratteristiche della sindrome (in particolare macrosomia, visceromegalia, anomalie della placenta e polidramnios). Per il sospetto, la diagnosi sia clinica che molecolare e la gestione di questa sindrome, bisogna riferirsi al recente Consensus Internazionale, pubblicato a gennaio 2018 su Nature Review Endocrinology, in cui il Box 2 elenca le caratteristiche cardinali e suggestive dello spettro Beckwith-Wiedemann (BWSp) e che consente di dare un punteggio alle stesse in modo che venga confermata o meno la diagnosi clinica e la necessità di un riscontro molecolare.
I criteri cardinali (2 punti per caratteristica) includono: 
- macroglossia,
- esonfalo,
- iperaccrescimento lateralizzato,
- Tumore di Wilms multifocale e/o bilaterale, o nefroblastomatosila
- Iperinsulinismo (di durata maggiore di 1 settimana e che richiede un trattamento specifico)
- Reperti anatomopatologici: citomegalia della corteccia surrenale, displasia mesenchimale della placenta o adenomatosi pancreatica
Le caratteristiche suggestive (1 punto per caratteristica) sono:
- Peso alla nascita ›2 SDS dalla media
- Nævus simplex facciale
- Polidramnios e/o placentomegalia
- Indentature e/o fossette auricolari
- Ipoglicemia transitoria (durata inferiore ad 1 settimana)
- Tumori tipici del BWSp (neuroblastoma, rabdomiosarcoma, tumore di Wilms unilaterale, epatoblastoma, carcinoma della corteccia surrenalica o feocromocitoma)
- Nefromegalia e/o epatomegalia
- Ernia ombelicale e/o diastasi dei muscoli retti addominali.
La diagnosi differenziale deve essere posta nei confronti di: sindrome di Simpson-Golabi-Behmel, sindrome di Perlman, sindrome di Sotos.
La prognosi è sostanzialmente buona e dipende dal tipo e dalla severità delle malformazioni del soggetto.